# Spinges

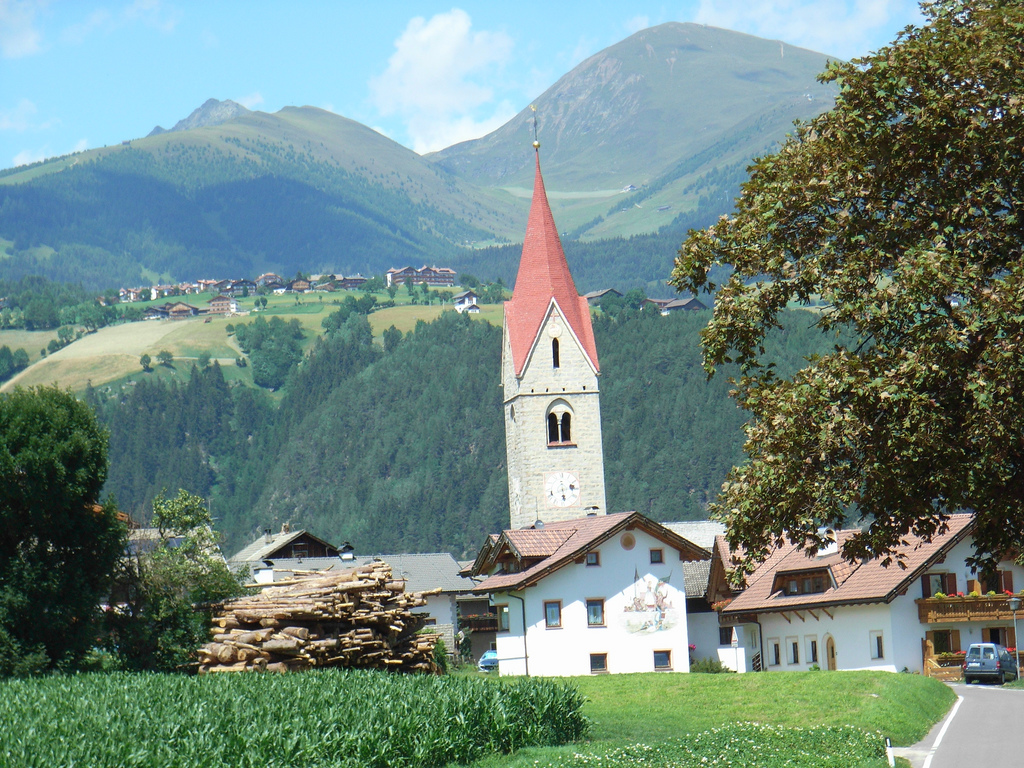
Ansicht von Spinges

Spinges (italienisch Spinga) ist eine Fraktion der Gemeinde Mühlbach in Südtirol. Das Dorf liegt auf ca. 1105 m s.l.m. auf einer Geländeterrasse am Übergang des Pustertals ins Eisacktal. In landeskundlichen Beschreibungen wird Spinges dementsprechend mal der einen, mal der anderen Talschaft zugerechnet. Das Dorf hat 288 Einwohner (Stand 31. Dezember 2008).
Die erste Erwähnung von Spinges findet sich 1174 im Testament des Brixner Bischofs Heinrich II.
Bekannt wurde Spinges durch die Schlacht bei Spinges vom 2. April 1797, in der die Inntaler Schützen und die Bewohner des Wipptals unter Beteiligung der Bauernmagd Katharina Lanz gegen die Napoleonische Armee kämpften.
1929 wurde das bis dato eigenständige Spinges der Gemeinde Mühlbach zugeschlagen. Dem von 1936 bis 1951 in Spinges als Ortspfarrer tätigen katholischen Geistlichen Jakob Stubenruß (1881–1969) verdanken sich Tagebuchaufzeichnungen, denen zeithistorische Bedeutung zukommen.
In Spinges besteht eine Grundschule für die deutsche Sprachgruppe.